# Whitecleuch Chain
| QS Vor- und Frühgeschichte | Dieser Artikel wurde aufgrund von inhaltlichen Mängeln auf der Qualitätssicherungsseite des WikiProjekts Vor- und Frühgeschichte eingetragen. Dies geschieht, um die Qualität der Artikel aus diesem Themengebiet auf ein akzeptables Niveau zu bringen. Bitte hilf mit, die inhaltlichen Mängel dieses Artikels zu beseitigen, und beteilige dich bitte an der Diskussion! |  |

Die Whitecleuch Chain ist eine etwa 50 cm lange, 1,8 kg wiegende piktische Silberkette. Sie befindet sich im Museum of Scotland in Edinburgh. Sie wurde 1869 in Whitecleuch in South Lanarkshire etwa 135 Meter nördlich der Grenze von Dumfries and Galloway in Schottland gefunden. 
Der zunächst nicht ermittelbare genaue Fundort konnte später im Weideland Rough Flow Moss in Whitecleuch lokalisiert werden. Die Kette wurde in etwa 45 Zentimetern Tiefe im Boden gefunden und durch Erosion eines Entwässerungsgrabens freigelegt.
Es ist eine massive Silberkette mit 22 großen runden Gliederpaaren und einem breiten offenen Ring, in den typisch piktische Symbole eingraviert sind. Sie wurde auf 400–800 n. Chr. datiert und stellt möglicherweise ein sogenanntes Chokerhalsband dar. 

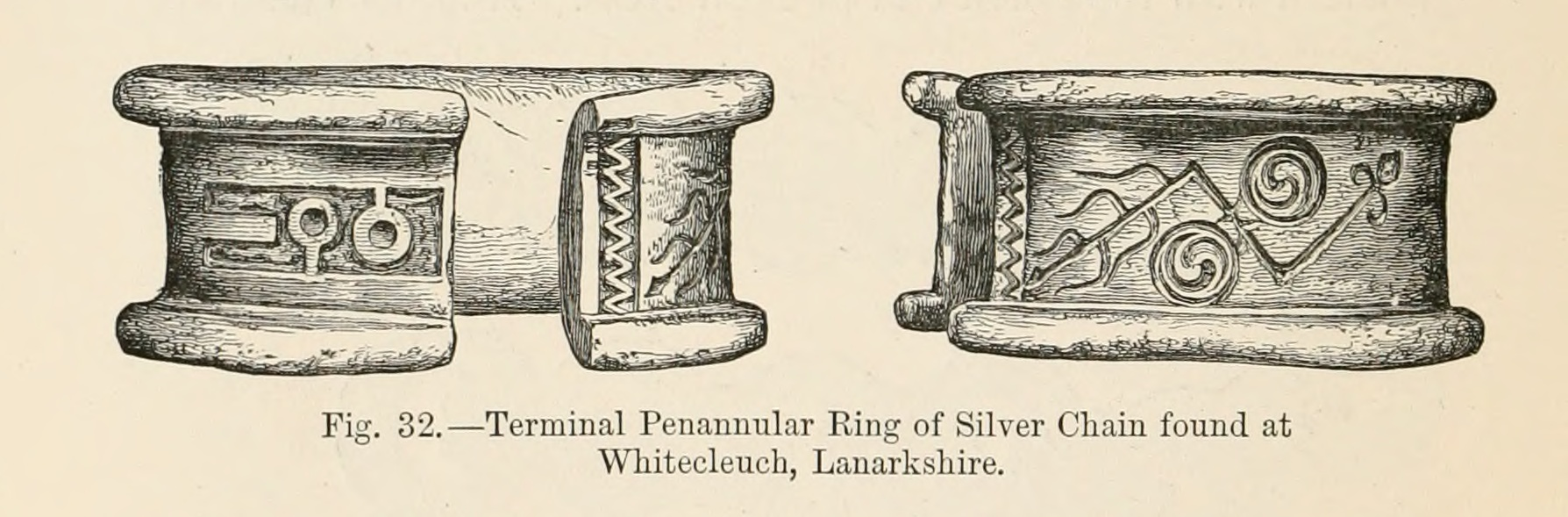
Detailzeichnung von Anderson 1881

Obwohl den Pikten zugeschrieben, wurden nur drei der zehn gefundenen schweren Silberketten im piktischen Königreich gefunden. 
Bei der Parkhill Chain ist ebenfalls ein verschussartiger Endring, verziert mit Symbolen erhalten, die denen auf piktischen Steinen ähneln und durch rote Emaille hervorgehoben sind.
In Tveide, im Fylke Agder in Norwegen wurde eine etwa gleichartige Bronzekette (norwegisch Bronsekjede) gefunden.